# Ivory

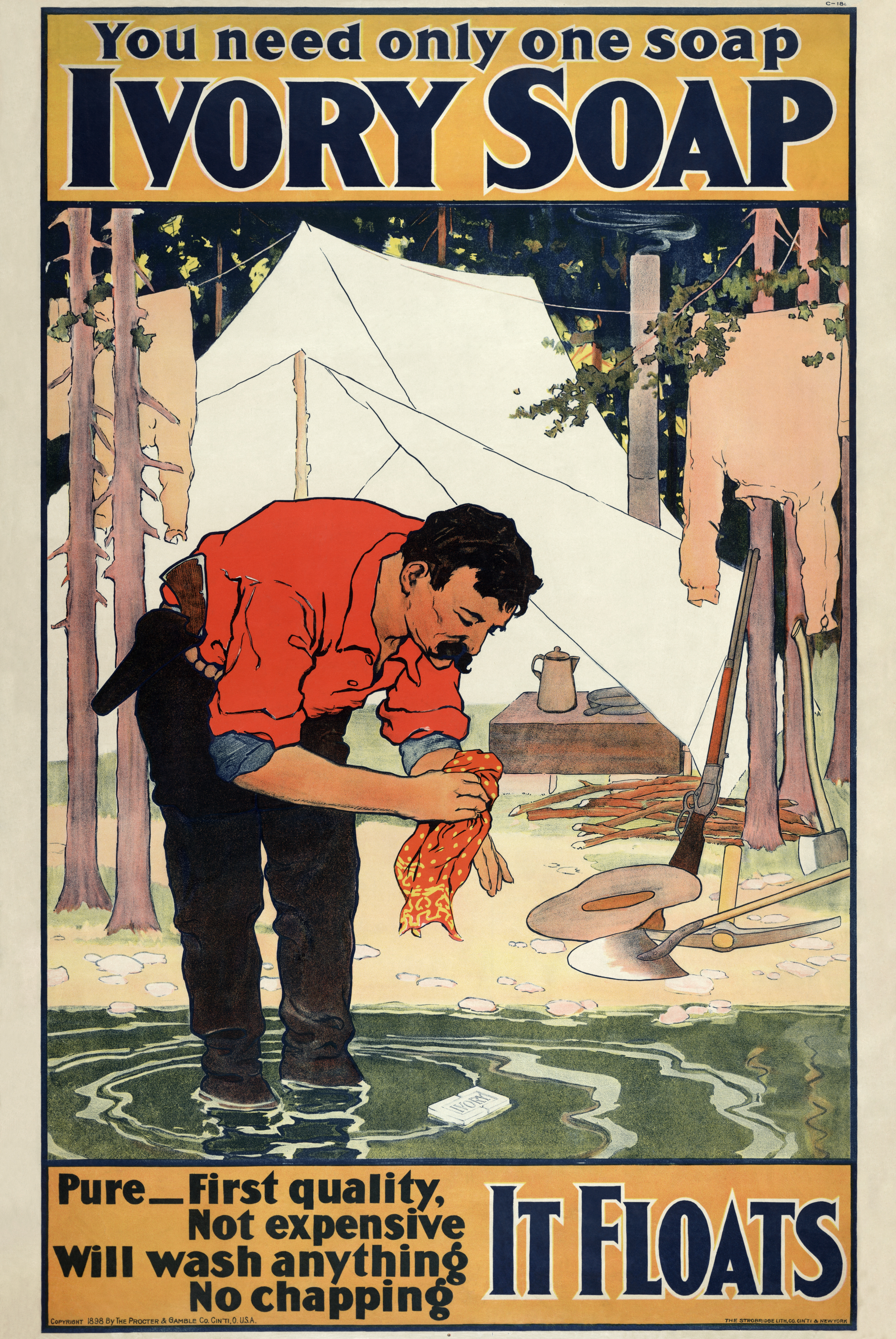
Рекламный слоган 1898 года

Ivory (букв. с англ. — «Слоновая кость», произносится А́йвори) — американский флагманский бренд средств для личной гигиены, созданный компанией Procter & Gamble в 1879 году и популярный в начале XX века. Известен своей способностью плавать на воде.

## История
В 1840 году в Хартфорде (Коннектикут) компания JB Williams произвела мыло под названием Ivorine. Позже бренд Ivorine был продан компании Procter & Gamble, позже мыло было переименовано в Ivory. Первым рекламным слоганом Ivory был «Оно плавает!». В 1879 году мыло продавалось за 10 центов. В 1891 году был предложен другой слоган — «на 99,44/100% чистое». В 1898 году слоганом бренда стал: «Вам нужно только одно мыло — Ivory! Чистое, высокого качества, недорогое.» Procter & Gamble утверждал, что Ivory было чище, чем «кастильское мыло», привозимое из Антверпена (тоже популярное в США). В октябре 1992 года было произведено новое мыло Ivory, которое стало лучше пениться, но не плавало в воде, как оригинал. В настоящее время Ivory является непопулярным брендом. Исследование, проведённое в 2001 году, показало, что покупка продукции Ivory составляет 1 % от средств гигиены.

## Состав
Состав (1879): кокоат натрия, вода, хлорид натрия, силикат натрия, сульфат магния, ароматизатор. В XXI веке в мыло было добавлено множество кислот, в отличие от оригинала.